# Diospyros singaporensis
Diospyros singaporensis är en tvåhjärtbladig växtart som beskrevs av Bakh. Diospyros singaporensis ingår i släktet Diospyros och familjen Ebenaceae. Inga underarter finns listade i Catalogue of Life.